# Ferrovia Fossano-Cuneo
La ferrovia Fossano-Cuneo è una linea ferroviaria italiana di proprietà statale che collega Cuneo a Fossano, congiungendosi con la linea per Torino.
La ferrovia è a singolo binario ed è elettrificata a 3 kV in corrente continua.
La gestione dell'infrastruttura e degli impianti ferroviari è affidata a Rete Ferroviaria Italiana, società del gruppo Ferrovie dello Stato, che qualifica la linea come complementare.

## Storia
| Tratta                     | Inaugurazione   |
| -------------------------- | --------------- |
| Fossano-Centallo           | 20 agosto 1854  |
| Centallo-Madonna dell'Olmo | 16 ottobre 1854 |
| Madonna dell'Olmo-Cuneo    | 5 agosto 1855   |

Una particolarità della linea Torino-Cuneo è che si tratta della prima concessione, ottenuta nel 1850 da una società ferroviaria privata, per la costruzione di una ferrovia nel tratto tra Torino e Savigliano. Due anni dopo, nel 1852 la stessa società ottenne l'autorizzazione a proseguire la costruzione fino a Cuneo e a realizzare una diramazione da Savigliano a Saluzzo. Il treno arrivò a Cuneo nell'agosto del 1855.

In prossimità della stazione di Savigliano venne costruita l'officina per la costruzione e la riparazione dei rotabili ferroviari della Società della Ferrovia Torino-Cuneo.
Nel 1869 la linea Torino-Cuneo venne assegnata alla Società per le Ferrovie dell'Alta Italia (SFAI) che chiuse le officine di Savigliano perché non occorrenti. Dieci anni dopo il sindaco di Savigliano, firmò un protocollo d'intesa con la SFAI allo scopo di consentire la rinascita della fabbrica. Così il 17 luglio 1880 nacque la Società Nazionale Officine di Savigliano con sede legale a Torino e sede amministrativa e produttiva con stabilimento a Savigliano nei locali della vecchia officina.

### Anni 2000
Al 2018 la linea ferroviaria Fossano-Cuneo si caratterizza per una tratta a singolo binario fino alla località ferroviaria di Bivio Madonna dell'Olmo. Da qui al capoluogo della Granda, invece, la tratta è affiancata dalla linea per Saluzzo.

## Caratteristiche
| Continuation backward |

| Station on track |

|  | Unknown route-map component "ABZgl" | Unknown route-map component "CONTfq" |

| Small non-passenger station on track |

| Station on track |

| Small non-passenger station on track |

|  | Unknown route-map component "eABZg2" + Unknown route-map component "exSTR2+l" | Unknown route-map component "exCONTfq" + Unknown route-map component "exSTRc3" |

| Unknown route-map component "dCONTgq" | Unknown route-map component "xkABZq2" | Unknown route-map component "eKRZu+k23" + Unknown route-map component "exSTRc1" | Unknown route-map component "exSTRl+4" + Unknown route-map component "xkABZq+3" | Unknown route-map component "dCONTfq" |

| Unknown route-map component "kABZg+14" |

| Unknown route-map component "hKRZWae" |

| Station on track |

| Continuation forward |

La linea fa parte dell'itinerario internazionale per Nizza e nazionale per Ventimiglia; infatti da Cuneo prosegue per Breil-sur-Roya da dove si dirama nelle due direzioni.
La linea è a singolo binario a scartamento ordinario da 1435 mm. Il tratto tra il Bivio Madonna dell'Olmo e la stazione di Cuneo, si svolge in affiancamento al binario singolo della linea proveniente da Saluzzo. Non si tratta di una sezione a doppio binario: essendo appartenenti a due linee diverse, entrambe funzionanti a singolo binario, hanno specifiche e distinte prescrizioni normative e distinte fiancate-orario.
L'esercizio ferroviario è regolato da un Dirigente Centrale Operativo (DCO) la cui sede è stata trasferita da Cuneo a Torino Lingotto il 19 dicembre 2010.

### Percorso
Fino al 6 novembre 1937 la ferrovia si attestava a Cuneo in quella che è denominata "stazione Gesso": il giorno successivo venne infatti aperta all'esercizio la nuova linea tra Madonna dell'Olmo e la stazione di Borgo San Dalmazzo, comprendente l'attuale stazione principale di Cuneo. Il tratto tra Madonna dell'Olmo e Cuneo Gesso venne mantenuto in esercizio per il servizio merci; successivamente venne eliminato lo scambio lato Fossano e il binario venne usato come raccordo con lo stabilimento Michelin di Cuneo.
Prima dell'ammodernamento della tratta Fossano-Limone, realizzato nel 1988 con l'installazione del blocco conta-assi e del telecomando da Cuneo delle stazioni, la linea Fossano-Cuneo permetteva l'incrocio dei treni solamente a Centallo. Il binario di incrocio della stazione di Maddalene non fu infatti ripristinato dopo la seconda guerra mondiale, mentre la fermata di San Benigno di Cuneo ne era sprovvista dall'origine.
Attualmente sia la stazione di San Benigno di Cuneo, che quella di Maddalene sono dotate di binari di incrocio, permettendo così precedenze ed incroci in tutte le stazioni della linea.

## Traffico
La linea è servita da trentadue coppie di treni regionali Trenitalia che collegano Fossano con Cuneo e Limone Piemonte. Sempre nelle due direzioni sono programmati tredici treni merci.